# Enrico Letta
Enrico Letta (ur. 20 sierpnia 1966 w Pizie) – włoski polityk, politolog i nauczyciel akademicki. Minister w kilku rządach, eurodeputowany, parlamentarzysta krajowy, w latach 2013–2014 premier Włoch, od 2021 do 2023 sekretarz Partii Demokratycznej.

## Życiorys
Ukończył studia wyższe z zakresu nauk politycznych na Uniwersytecie w Pizie. W 2001 uzyskał stopień naukowy będący włoskim odpowiednikiem doktora z zakresu europejskiego prawa wspólnotowego. Pracował jako profesor kontraktowy m.in. Uniwersytecie Carla Cattaneo i w Scuola Superiore di Sant’Anna.
Politycznie zaangażował się w działalność Chrześcijańskiej Demokracji. W latach 1991–1995 pełnił funkcję przewodniczącego Europejskich Młodych Chrześcijańskich Demokratów (młodzieżówki Europejskiej Partii Ludowej).
Od 1993 do 1994 pracował w gabinecie ministra spraw zagranicznych Beniamina Andreatty. W latach 1996–1997 był urzędnikiem Ministerstwa skarbu. Po rozwiązaniu chadecji na skutek afer korupcyjnych, znalazł się w gronie założycieli Włoskiej Partii Ludowej, w której zajmował stanowisko zastępcy sekretarza krajowego. W okresie 1998–1999 sprawował urząd ministra polityki wspólnotowej w pierwszym rządzie Massima D’Alemy, następnie do 2000 ministra przemysłu w drugim gabinecie tego samego premiera. Od 2000 do 2001 był ministrem przemysłu i handlu zagranicznego w rządzie, którym kierował Giuliano Amato.
W 2001 z ramienia Margherity został posłem XIV kadencji. Trzy lata później z listy Drzewa Oliwnego uzyskał mandat deputowanego do Parlamentu Europejskiego. Z PE odszedł w 2006, gdy wygrał wybory do Izby Deputowanych XV kadencji. W drugim rządzie Romano Prodiego został sekretarzem premiera w randze podsekretarza stanu (2006–2008). W 2007 przystąpił do nowo powołanej Partii Demokratycznej, w której m.in. obejmował stanowisko zastępcy sekretarza generalnego. W 2008 i w 2013 uzyskiwał reelekcję do izby niższej parlamentu na XVI i XVII kadencję.
24 kwietnia 2013 prezydent Giorgio Napolitano powierzył mu misję utworzenia rządu, dla której wsparcie poza niemającą większości w Senacie PD zadeklarował także Lud Wolności.
27 kwietnia 2013 ogłosił skład nowego gabinetu, współtworzonego przez Partię Demokratyczną, Lud Wolności i centrystów Mario Montiego. Urzędowanie na stanowisku premiera rozpoczął 28 kwietnia 2013 po zaprzysiężeniu. 14 lutego 2014 na żądanie nowego lidera Partii Demokratycznej, Matteo Renziego, podał się do dymisji. Zakończył urzędowanie 22 lutego 2014.
W kwietniu 2015 objął funkcję dziekana jednej ze szkół w ramach paryskiego Instytutu Nauk Politycznych. W czerwcu tego samego roku zrezygnował z mandatu poselskiego.
W marcu 2021, po uprzedniej rezygnacji Nicoli Zingarettiego, Enrico Letta został nowym sekretarzem Partii Demokratycznej. W październiku tegoż roku wystartował z powodzeniem w wyborach uzupełniających do Izby Deputowanych, powracając w konsekwencji do włoskiego parlamentu. Mandat deputowanego utrzymał także w wyniku wyborów w 2022. W 2023 na funkcji sekretarza PD zastąpiła go Elly Schlein.

## Życie prywatne
Żonaty, ma troje dzieci. Krewny Gianniego Letty, bliskiego współpracownika Silvia Berlusconiego.